# Опытный (Ростовская область)
О́пытный — посёлок в Аксайском районе Ростовской области.
Входит в состав Мишкинского сельского поселения.

## География
Посёлок находится на расстоянии 15 км (по автодорогам) к северо-востоку от города Аксай, административного центра района.

## История
В 1946 году между хутором Александровка и посёлком Реконструктор была выделена земля под учебно-производственное хозяйство Новочеркасского гидромелиоративного техникума. Была построена ферма и четыре жилых дома. В дальнейшем началось строительство жилых домов и посёлок получил наименование Опытный.

## Население
| 1989 | 2002 | 2010 |
| ---- | ---- | ---- |
| 168  | ↗263 | ↗300 |

## Улицы
- ул. Восточная,
- ул. Западная,
- пер. Казачий,
- ул. Центральная.